# Carina Appelová
Carina Appelová (nepřechýleně Carina Appel; 26. června 1967 Vaasa – 5. dubna 2012 Kristiinankaupunki) byla finská fotografka.

## Životopis
Appelová pracovala dlouhou dobu jako nezávislá televizní kameramanka v krizových oblastech na Blízkém východě, jako je Izrael, Irák a Afghánistán. Od roku 2002 žila v Jeruzalémě, kde spolupracovala mimo jiné s finskou korespondentkou Leenou Reiko. Mezi klienty Appelové patřila kromě severských vysílacích společností i zpravodajská agentura AP. Kromě toho dělal fotoreportáže pro časopis Alma Media. V roce 2003 byla fotografie, kterou pořídila v Iráku, nominována na Pulitzerovu cenu. Než se Appelová stala fotografkou, vyučila se na lesnické škole a policistkou.
Carina Appelová se v roce 2011 přestěhovala zpět do Finska a usadila se ve vesnici Siipy v Kristiinakaupunki. Zemřela jako oběť vraždy v dubnu 2012.